# Паоло Джордано
 Тази статия е за писателя Паоло Джордано.  За херцога на Брачано вижте Паоло Джордано I Орсини.  
Паоло Джордано (на италиански: Paolo Giordano) е италиански физик и писател на бестселъри в жанра съвременен роман.

## Биография и творчество
Паоло Джордано е роден на 19 декември 1982 г. в Торино, Пиемонт, Италия. Баща му е гинеколог, а майка му е учителка по английски език. Има по-голяма сестра – Сесилия. Завършва природоматематическата гимназия „Джино Сегре“ в Торино. Учи в Университета на Торино, който завършва с докторска степен по теоретична физика на елементарните частици.
Дебютният му роман „Самотата на простите числа“ е издаден през 2008 г. Тя бързо става международен бестселър и е преведена на над 30 езика по света. За книгата си е удостоен с наградата „Кампиело“ на Венецианския интитут и наградата „Стрега“ на Италианската академия, на която награда е най-младият носител. През 2010 г. романът е екранизиран в едноименния филм с участието на Алба Рорвахер, Лука Маринели, Мартина Албано, Ариана Настро, Изабела Роселини и Томасо Нери.
През 2010 г. Джордано предприема пътуване до Афганистан и случайно попада във военна база в пустинята. На базата на впечатленията си написва втората си книга „Човешкото тяло“ издадена през 2012 г. Тя е антивоенен роман, история за вината, за другарството, за приятелството и любовта, за човека, поставен в екстремни условия.
Третият му роман „Il nero e l'argento“ (В черно и сребристо) е издаден през 2014 г.
Писателят участва със свои материали във вестник „Кориере дела Сера“.
Паоло Джордано живее в Сан Мауро Торинезе.

## Произведения

### Самостоятелни романи
- La solitudine dei numeri primi (2008) 
Самотата на простите числа, изд.: „Колибри“ (2010), прев. Ния Филипова
- Il corpo umano (2012) 
Човешкото тяло, изд.: „Колибри“ (2015), прев. Юдит Филипова
- Il nero e l'argento (2014)
Черно и сребърно, изд.: „Колибри“ (2016), прев. Вера Петрова
- Divorare il cielo (2018)
- Tasmania (2022)
Тасмания, изд.: „Колибри“ (2023), прев. Десислава Шопова

### Разкази
- La pinna caudale,  2008
- Vitto in the box, 2008
- L'uomo che dà un'anima ai sassofoni, 2008
- Mundele, in Mondi al limite, 2008
- Come le more selvatiche: in Ucraina, tra dolore e resistenza, 2023

### Публицистика
- Nel contagio, 2020
- Le cose che non voglio dimenticare, 2021

### Сценарии
- La solitudine dei numeri primi, реж. Саверио Костанцо (2010)
- We Are Who We Are – тв минисериал, реж. Лука Гуаданино (2020)
- Siccità, реж. Паоло Вирци (2022)

### Екранизации
- 2010 Самотата на простите числа, La solitudine dei numeri primi